# Gordon Pirie
Douglas Alistair Gordon Pirie, angleški atlet, * 10. februar 1931, Leeds, West Riding of Yorkshire, Anglija, Združeno kraljestvo, † 7. december 1991, Lymington, Hampshire, Anglija.
Pirie je v svoji karieri nastopil na poletnih olimpijskih igrah v letih 1952 v Helsinkih, 1956 v Melbournu in 1960 v Rimu. Uspeh kariere je dosegel na igrah leta 1956, ko je osvojil srebrno medaljo v teku na 5000 m, v tej disciplini je dosegel še četrto mesto leta 1952, v teku na 10000 m pa sedmo, osmo in deseto mesto. Leta 1958 je na evropskem prvenstvu v Stuttgartju osvojil bronasto medaljo v teku na 5000 m. 22. junij 1956 je postavil nov svetovni rekord v teku na 3000 m s časom 7:55,6, 4. septembra 1956 ga je še izboljšal na 7:52,8. Veljal je do junija 1962, ko ga je prevzel Michel Jazy. 19. junija 1956 je s časom 13:35,0 postavil še svetovni rekord v teku na 5000 m, veljal je do oktobra 1957, ko ga je izboljšal Vladimir Kuc.